# Miconia funckii
Miconia funckii är en tvåhjärtbladig växtart som beskrevs av John Julius Wurdack. Miconia funckii ingår i släktet Miconia och familjen Melastomataceae. Inga underarter finns listade i Catalogue of Life.